# 臺灣玄灰蝶
臺灣玄灰蝶（学名：Tongeia hainani），又名海南玄灰蝶、臺灣黑燕小灰蝶、臺灣黑燕蝶、景天點玄灰蝶，为灰蝶科玄灰蝶屬下的一个种。

## 描述
本種為中小型灰蝶，雌雄外型相似，無明顯二型性。
外觀特徵：體背暗褐，腹側白色；頭部有毛，黑褐色，雄蝶頭頂白斑明顯；觸角黑褐帶白環，下唇鬚白色但背面黑褐，第三節細長。複眼光滑。足白有褐色條帶，雄蝶前足跗節癒合，雌蝶不癒合；雄蝶前翅外緣略突出，雌蝶更為明顯。
翅形與花紋：前翅長11-14 mm，呈弧形，後翅圓形，CuA2脈末端具短尾突。翅背黑褐色，後翅外緣與亞外緣具白邊斑或模糊白線與短弧紋列。
翅腹底色灰白或淺黃白色（或稱淺灰色），中央有一列黑褐或黃褐斑列，前翅排列較整齊，後翅散布為小群。後翅亞基部有三黑褐點，中室端有短線紋，翅基與中室內具小斑點。亞外緣具雙列深色斑點，後翅M3與CuA1室末端有橙色斑或不明顯橙色弦月紋。緣毛白色或白褐相間。

## 分布
本種為台灣特有種，分布於台灣本島中、低海拔地區常綠闊葉林、海岸林，族群依靠寄主植物群落而生。

## 生態習性
本種幼蟲以景天科植物為食，如倒吊蓮、鵝鑾鼻燈籠草、銳葉掌上珠、落地生根等，一年多世代，成蟲全年可見。

## 資料來源
1. ↑  徐堉峰，梁家源，黃智偉. . 行政院農業委員會林務局. 2020-04. ISBN 9789865440985.
2. ↑  徐堉峰. . 台中市: 晨星出版社. 2013. ISBN 978-986-177-670-5.

## 外部連結
- 维基共享资源上的相關多媒體資源：臺灣玄灰蝶
- 維基物種上的相關：臺灣玄灰蝶